# ひぐらしのなく頃に 語咄し編
『ひぐらしのなく頃に 語咄し編』（ひぐらしのなくころに かたりばなしへん）は、07th Expansionの同人ゲーム『ひぐらしのなく頃に』を題材にした文学賞『ひぐらしのなく頃に大賞』（スクウェア・エニックス主催）の受賞作品を掲載したアンソロジー。また、受賞作品を基にする同名のコミックアンソロジー、ドラマCD。

## アンソロジー集
3冊が刊行されており、受賞作品の一部は漫画化・ドラマCD化されている。また、2009年7月より受賞に至らなかった最終選考作品が週替わりで『ガンガンONLINE』に掲載されている。

### 語咄し編
2006年11月21日初版 ISBN 978-4-7575-1694-6
- 選考委員長・竜騎士07講評談
- 大賞選考委員による講評

| タイトル                                      | 著者         | イラスト     | 漫画/収録巻（作画）  | ドラマCD |
| --------------------------------------------- | ------------ | ------------ | -------------------- | -------- |
| 贄流し                                        | TeraM        |              | 第二集（宗一郎）     | 1巻      |
| やめないで知恵先生                            | 島田圭司     | 鈴羅木かりん | 第二集（みもり）     | パワード |
| 女こまし編 最高のパラダイスをどうかあなたに…… | 大渡鴉       | 方條ゆとり   | 第一集（高坂りと）   | 1巻      |
| 裋（まつりのそなえもののかざり）壊し編        | じぇばんに   | 鈴木次郎     |                      |          |
| 消えた少女の記憶                              | スガキヒロカ | 外海良基     |                      |          |
| 罰ゲームは特効薬。                            | らな         | みもり       | 第一集（葉月翼）     |          |
| 皆愛し編                                      | 月           | 介錯         | 第一集（蓮見ナツメ） |          |
| リトル・デーモン                              | 長門千尋     |              | 第二集（神田晶）     |          |
| 野菜炒めの憂鬱                                | ユウヒツ     |              | 第二集（赤井ヒガサ） |          |
| 鬼騙し編                                      | 藤本和明     |              |                      |          |

- 受賞者コメント 10/523
- おわりに

### 語咄し編2
2007年12月22日初版 ISBN 978-4-7575-2171-1
- はじめに
- 作品講評

| タイトル                                                                        | 著者         | イラスト     | 漫画/収録巻（作画）  | ドラマCD |
| ------------------------------------------------------------------------------- | ------------ | ------------ | -------------------- | -------- |
| りかさとうぉーず                                                                | フラワー     | 夏海ケイ     | 第四集（葉月翼）     | 2巻      |
| 雛げし編                                                                        | 多上厚志     | 方條ゆとり   | 第三集（方條ゆとり） | 2巻      |
| 嘘塗し編                                                                        | 白史         | 鈴羅木かりん | 第四集（蓮見ナツメ） |          |
| お漏らしで泣く頃に 閑話休憩編                                                   | 水澤弘樹     | 高坂りと     | 第五集（葉月翼）     | 2巻      |
| 皆殺し編：限定補完 〜叩き売りオークション会場にて〜                             | 磯貝波帆     | 葉月翼       | 第三集（板垣ハコ）   |          |
| 里恋し編                                                                        | ゴドメ       | 鈴木次郎     | 第三集（神田晶）     |          |
| 胡蝶ノ夢 -Endless Nightmare-                                                    | aksk         | 介錯         | 第三集（宗一郎）     |          |
| あるスクラップブックが示す断片的な顛末、 あるいはある神の末路を記す断片的な記録 | 砂上城       | 宗一郎       |                      |          |
| 祭囃子その後に                                                                  | 海砂         | みもり       |                      |          |
| 百年目の病                                                                      | 殻半ひよこ   | 外海良基     | 第五集（弥南せいら） |          |
| 地獄のかぁいいレッスン                                                          | 黒崎うちうみ | 赤井ヒガサ   | 第四集 (758)         |          |

- 受賞者コメント 11/698
- おわりに

### 語咄し編3
2009年1月12日初版 ISBN 978-4-7575-2461-3
- はじめに
- 作品講評
- ドラマCD化告知

| タイトル               | 著者        | イラスト     | 漫画/収録巻（作画）    | ドラマCD |
| ---------------------- | ----------- | ------------ | ---------------------- | -------- |
| リミット               | cvwith      | 夏海ケイ     | 第六集（宗一郎）       | 3巻      |
| ありがとう             | ゴンベ      | 鈴木次郎     | 第七集（弥南せいら）   |          |
| 詩音アフター           | 朝霧悠      | H2SO4        |                        |          |
| あの日の思い、今の思い | 羽王        | みもり       |                        |          |
| 鹿骨小町               | aksk        | 桃山ひなせ   |                        |          |
| おかえりとさよならと   | 藤本和明    | 葉月翼       | 第六集（葉月翼）       |          |
| ハト時計と慈愛の家の夢 | きょー      | 宗一郎       | 第五集（宗一郎）       |          |
| 肝試し編               | たちゃ      | 外海良基     | 第六集（板垣ハコ）     |          |
| 圭一の告白タイム編     | 磯貝波帆    | 鳴見なる     | 第七集（蓮羅ヨシノリ） |          |
| 北極星をつかむ         | AK          | 鈴羅木かりん |                        |          |
| 富竹ジロウは二度死ぬ   | DADA SEIDEN | 方條ゆとり   |                        |          |
| 雪渡し編               | 匙々々山    | 弥南せいら   | 第七集（蓮見ナツメ）   | 3巻      |

- 受賞者コメント 12/435
- おわりに

## 語咄し編 WEB版
第3回で受賞に至らなかった最終選考作をウェブコミック配信サイト『ガンガンONLINE』において、2009年7月2日から8月13日まで週替わりで配信していた。
| タイトル                                    | 著者     | イラスト   | 掲載日        |
| ------------------------------------------- | -------- | ---------- | ------------- |
| 空色停留所                                  | cvwith   | もりちか   | 2009年7月2日  |
| 神隠し編 〜酢豚にパイナップルは入れないで〜 | ふみ銀   | 宗一郎     | 2009年7月9日  |
| んっふっふのなく頃に                        | 惑居狼   | 小林真尋   | 2009年7月16日 |
| ひぐらしがなく頃に 神隠し編                 | チェルヲ | 弥南せいら | 2009年7月23日 |
| 茜雲 〜祭囃し編 墓参りの前日に〜            | 夕輝秋葉 | 桃山ひなせ | 2009年7月30日 |
| 禽堕し編                                    | フジノン | 高透レイコ | 2009年8月6日  |
| 怨祓し編                                    | 雪名     | 横山知生   | 2009年8月13日 |

## コミックアンソロジー
第一集・第二集は第1回受賞作のうち7編を漫画化。「語咄し編2」と同時に発売された。第三集・第四集は第2回受賞作のうち7編の、第五集は第2回受賞作のうち2編と第3回受賞作のうち1編、第六集・第七集は第3回受賞作のうち7編の漫画化作品が収録されている。一部の作品では、新たに登場人物が追加されている他、展開が若干異なっている。レーベルは全てガンガンコミックスアンソロジー。掲載作品の一部は、『ガンガンONLINE』に読み切り作品として再録されている。
第一集・第二集は本編コミックスの出題編と黒を基調にした装丁が、第三集以降は解答編と白を基調にした装丁が統一されている。
1. 表紙：鈴羅木かりん 2007年12月22日初版発行 ISBN 978-4-7575-2153-7
2. 表紙：鈴木次郎 2007年12月22日初版発行 ISBN 978-4-7575-2155-1
3. 表紙：鈴羅木かりん 2008年6月21日初版発行 ISBN 9784757523104
4. 表紙：鈴木次郎 2008年6月21日初版発行 ISBN 978-4-7575-2311-1
5. 表紙：鈴羅木かりん 2009年1月22日初版発行 ISBN 978-4-7575-2423-1
6. 表紙：鈴羅木かりん 2009年7月22日初版発行  ISBN 978-4-7575-2591-7
7. 表紙：鈴木次郎 2009年7月22日初版発行  ISBN 978-4-7575-2592-4

## ドラマCD
発売・HOBiRECORDS、販売・WAYUTA、販売協力・ジェネオンエンタテインメント。
ひぐらしのなく頃に 語咄し編
- 2007年4月25日発売 WACD-205
- 「贄流し」 (TeraM)、「女こまし編 最高のパラダイスをどうかあなたに……」（大渡鴉）を収録。キャストはひぐらしのなく頃にの登場人物を参照（アニメ版とキャスティングが異なる人物は登場しない）。

ひぐらしのなく頃に 語咄し編2
- 2008年5月9日発売 WACD-108
- 「りかさとうぉーず」（フラワー）、「お漏らしで泣く頃に閑話休憩編」（水澤弘樹）、「雛げし編」（多上厚志）を収録。一部の登場人物はドラマCD版キャスト。

ひぐらしのなく頃に 語咄し編3
- 2009年4月24日発売 HBDC-063
- 「リミット」 (cvwith)、「雪渡し編」（匙々々山）を収録。アニメ版とキャスティングが異なる人物は登場しない。

### ドラマCD POWERD
- 2007年冬『ガンガンパワード』応募者全員サービスドラマCD
- 4作品合同ドラマCD。「ひぐらしのなく頃に」からは「やめないで知恵先生」（島田圭司）を収録。他に「君と僕。」（堀田きいち）、「仕立屋工房 Artelier Collection」（日丘円）、「シューピアリア」 (icthys) のオーディオドラマが収録されている。CDの内容は全て同一であるが各作品ごとに異なるジャケット・ブックレットが用意されている。「やめないで知恵先生」バージョン（鈴羅木かりん・画）は、2007年Vol.8（10月号）応募分が対象であった。
- 「やめないで知恵先生」キャスト 見合い相手：森久保祥太郎